# Luglon
Luglon (okzitanisch: Luc Long) ist eine französische Gemeinde mit 375 Einwohnern (Stand: 1. Januar 2022) im Département Landes in der Region Nouvelle-Aquitaine (bis 2015: Aquitanien). Sie gehört zum Arrondissement Mont-de-Marsan und zum Kanton Haute Lande Armagnac. Die Einwohner werden Luglonais genannt.

## Geographie
Die Gemeinde Luglon liegt im Regionalen Naturpark Landes de Gascogne, etwa 48 Kilometer nordnordwestlich von Mont-de-Marsan und etwa 35 Kilometer östlich der Atlantikküste am Fluss Eyre, der hier entspringt. Umgeben wird Luglon von den Nachbargemeinden Sabres im Nordwesten und Norden, Vert im Osten, Garein im Osten und Südosten, Ygos-Saint-Saturnin im Süden sowie Arengosse im Süden und Südwesten.

## Bevölkerungsentwicklung
| Jahr                       | 1962 | 1968 | 1975 | 1982 | 1990 | 1999 | 2010 | 2021 |
| Einwohner                  | 319  | 304  | 266  | 274  | 276  | 307  | 339  | 377  |
| Quellen: Cassini und INSEE |      |      |      |      |      |      |      |      |

## Sehenswürdigkeiten
- Kirche Saint-Laurent-et-Saint-Girons

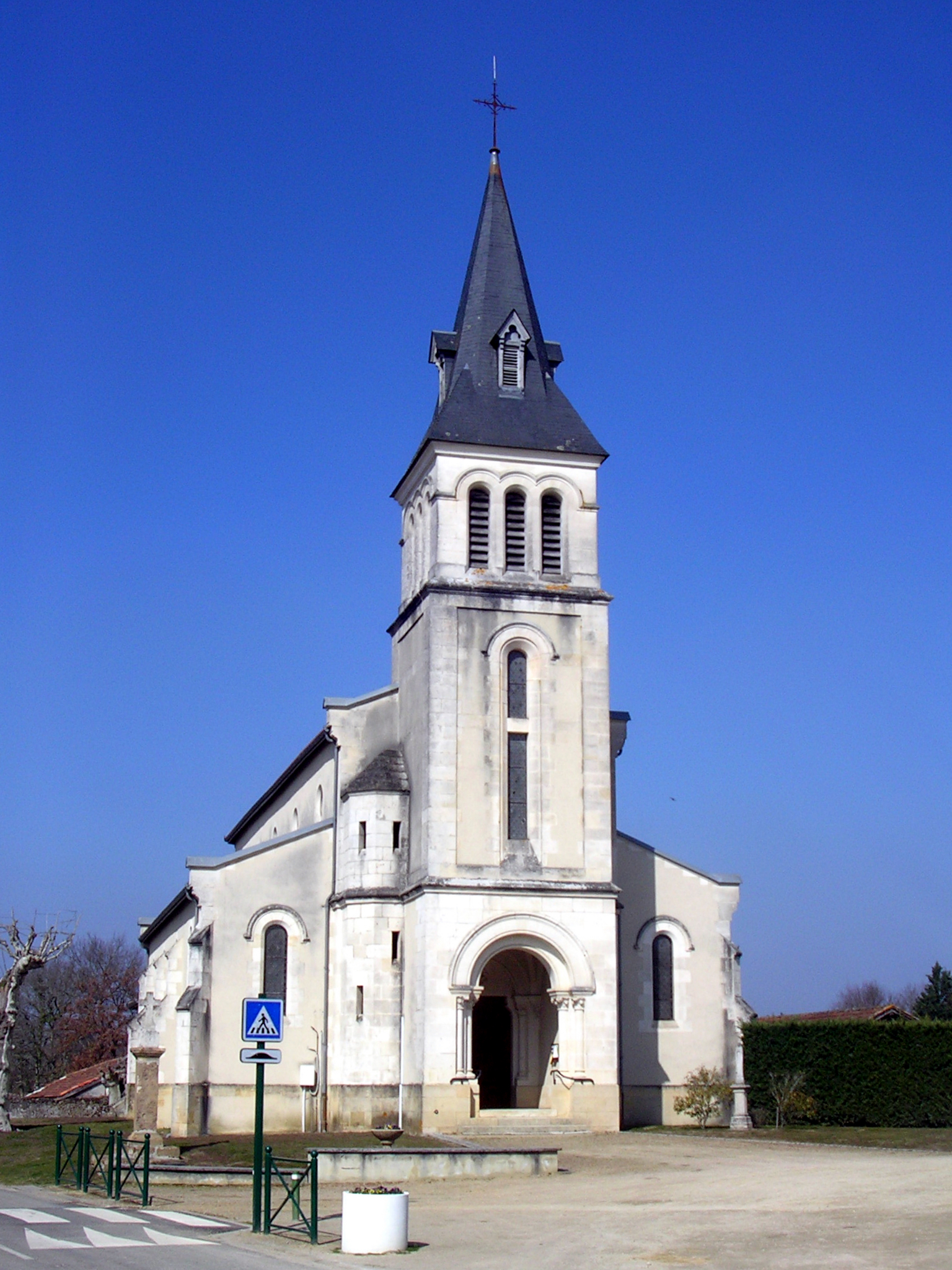
Kirche Saint-Laurent-et-Saint-Girons